# Coelichneumon jejunus
Coelichneumon jejunus là một loài tò vò trong họ Ichneumonidae.